# Crushpad

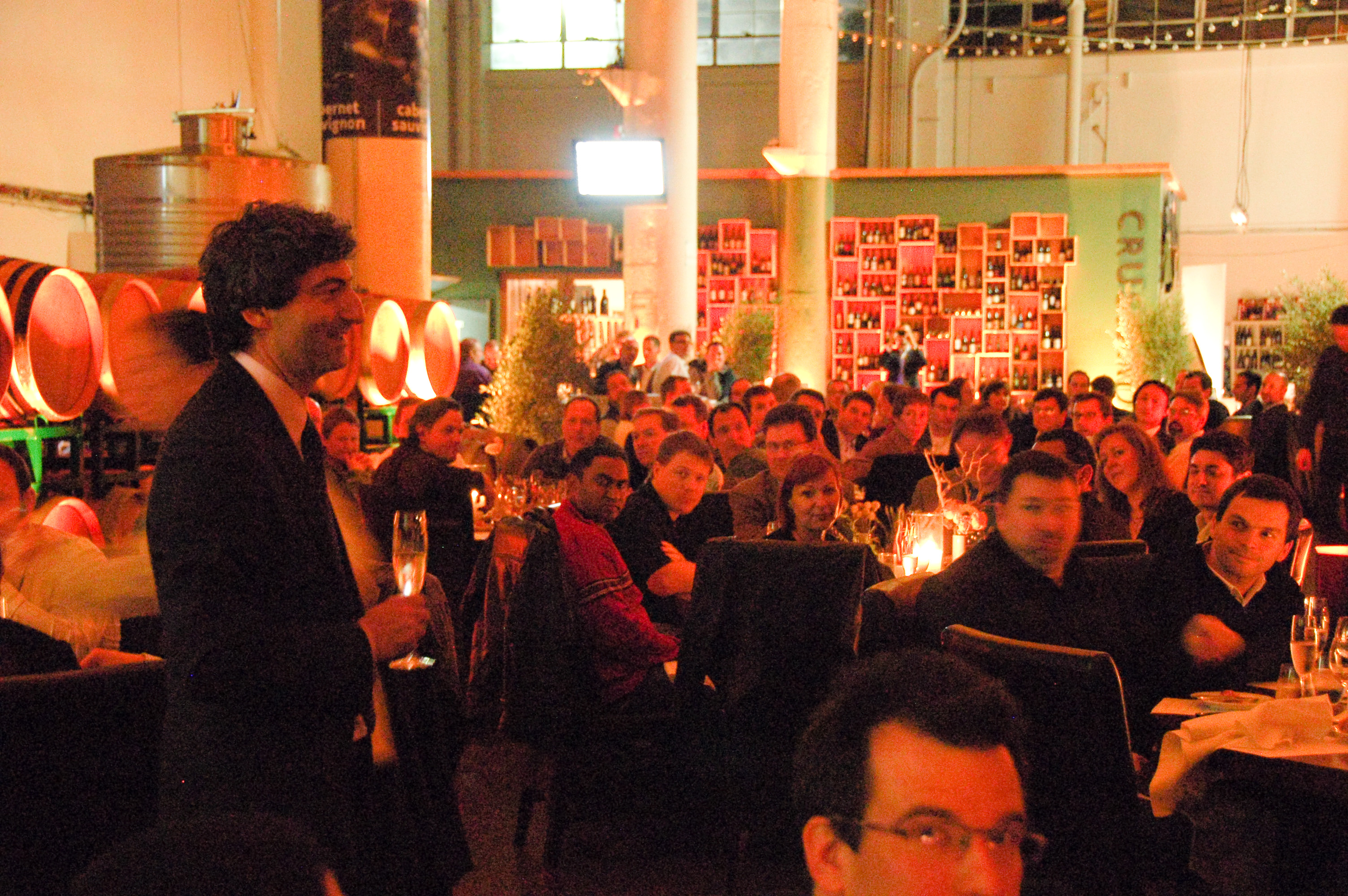
Michael Brill, fondateur et pdg de Crushpad, recevant sa clientèle, en février 2010

La Crushpad est une société de vinification de Californie fondée en 2004 et tombée en faillite en 2012. Classée parmi les urban wineries, elle proposait à sa clientèle une gamme de vins vinifiée à partir de vendanges achetées. Elle se démarqua des autres wineries urbaines en proposant à des amateurs fortunés de vinifier leur propre vin selon leur goût. Pour cela la société fournissait l'installation, l'équipement, les conseils et une gamme complète de vinification. Le succès fut rapide et mondial, il lui permit même de créer en France, en 2009, une succursale la Crushpad Bordeaux. Mais en difficulté financière depuis 2008, le retrait de son principal actionnaire en 2012 la condamna.

## Historique
La Crushpad fut fondée en 2004 et basée à Sonoma, en Californie. Son créateur, Michael Brill, avait deux objectifs. Le premier était de fournir les amateurs de vins, détaillants de vins fins et des restaurants en vins élaborés en urban winery à partir de vendanges achetées. Le second d'offrir à sa clientèle un service de vinification personnalisée censé satisfaire le goût de chacun grâce à un assemblage de cépages ou un style de vin décidé par l'acheteur. Elle ouvrit en France une succursale, la Crushpad Bordeaux, société spécialisée dans l'élaboration de vin en petits lots. La société mère, tombée en faillite est devenue depuis le 7 août 2012, une filiale de Castlegate Capital Advisors, LLC. Son antenne française a depuis changé sa raison sociale pour prendre le nom de Viniv. 

## Faire son vin soi-même
Dès le lancement du concept de vinification personnelle par la société, les acheteurs eurent la possibilité de vérifier en ligne le suivi de leur récolte dont ils avaient choisi le fournisseur de raisins et le pourcentage d'assemblage, le style de vin désiré et même forme de la bouteille. Pour mieux former sa clientèle, Crushpad lui fournissait une base de données provenant de l'encyclopédie en ligne Wikipedia. 
Michael Brill, partant du principe que beaucoup d'acheteurs aimeraient participer à la vinification du vin qu'ils allaient consommer, les accueillit même comme stagiaires. Si la première année, Crushpad commercialisa 5 000 caisses de vin, il multiplia par deux ses ventes l'année suivante puis par trois, en 2006, avec 15 000 caisses. Les prix proposés étaient à la hauteur du rêve puisque le client devait acheter un minimum de 300 bouteilles, qui lui était facturée chacune entre 17 et 32 dollars, selon la variété et les combinaisons des cépages. 

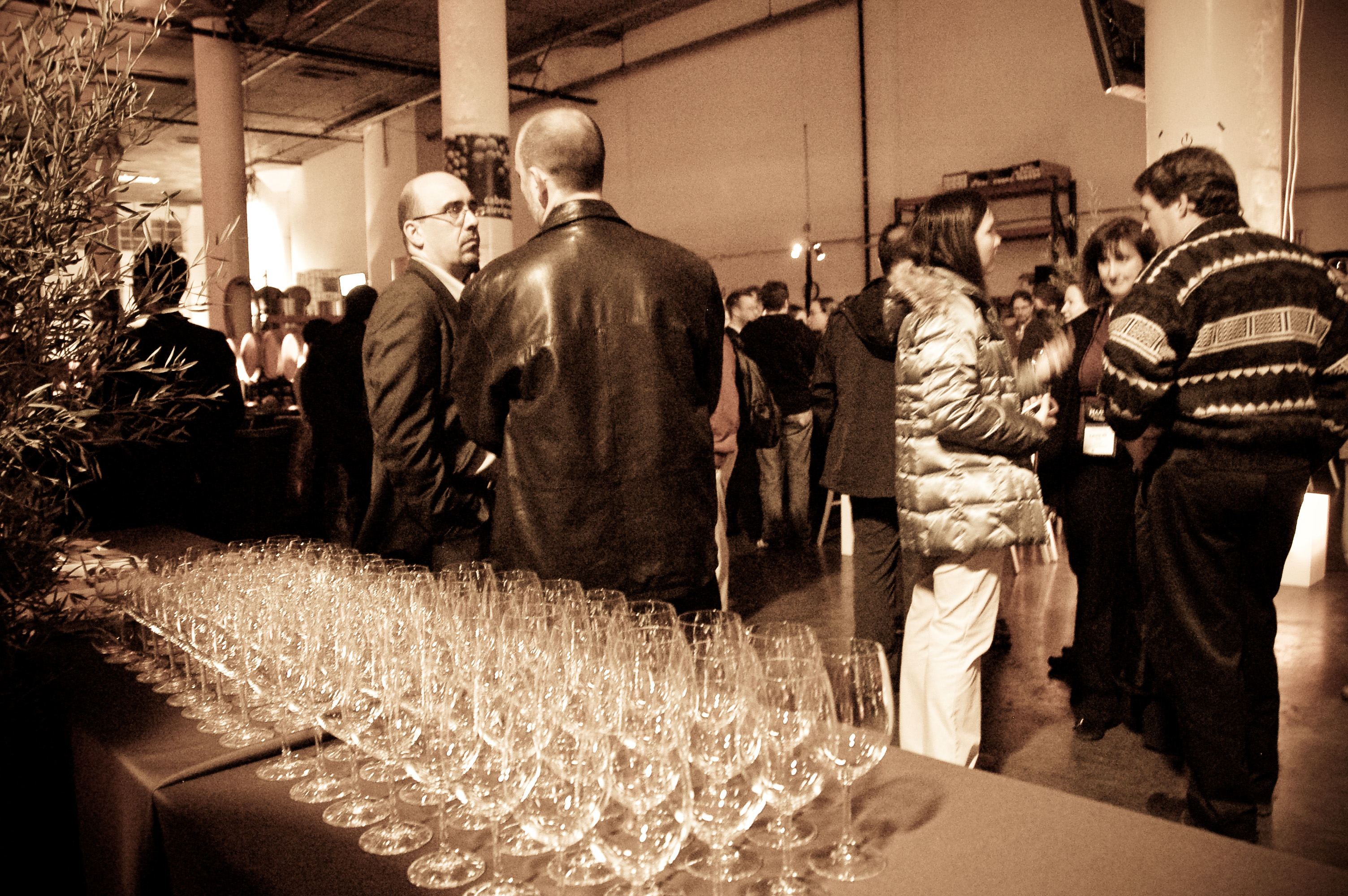
Dégustation chez Crushpad
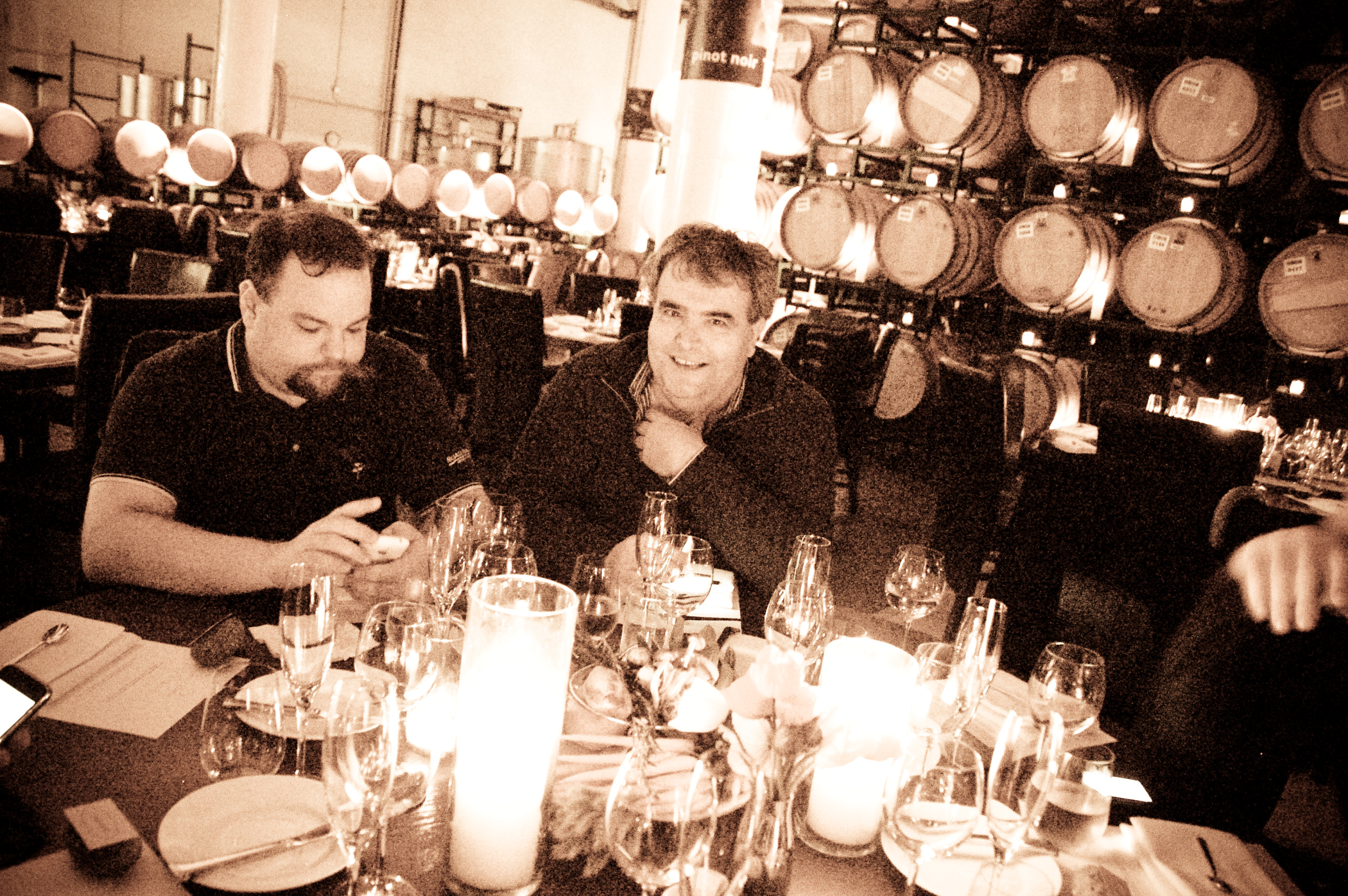
Banquet chez Crushpad

Si certains critiques comme Éric Asimov (en) , du New York Times, montèrent aux créneaux pour affirmer « Personnellement, je préfère dépenser 10 000 dollars sur un peu de très bon vin, plutôt que sur mon propre pinard », d'autres louèrent cette révolution qui allait changer la face du monde.

## L'euphorie

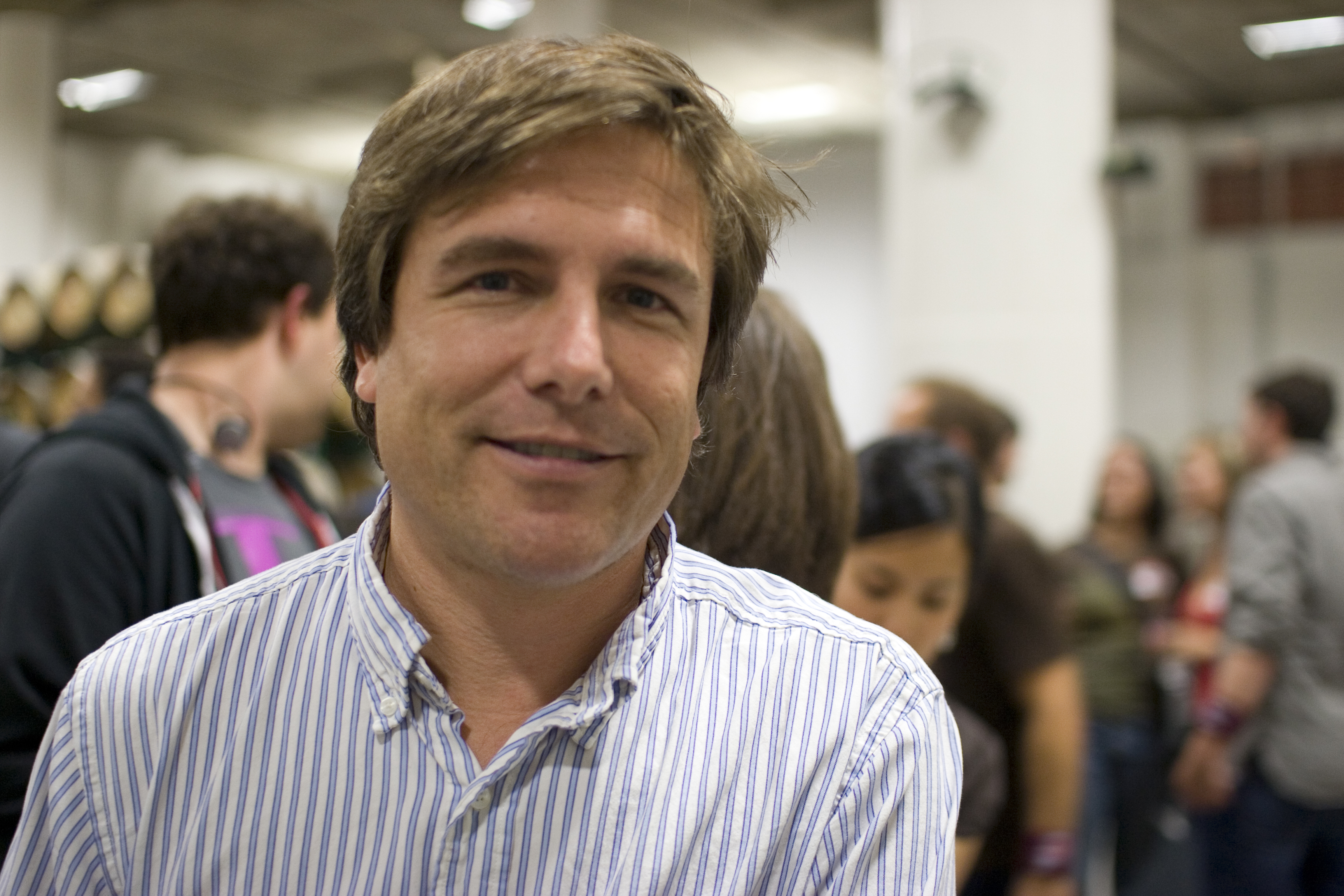
, invité d'honneur chez Crushpad

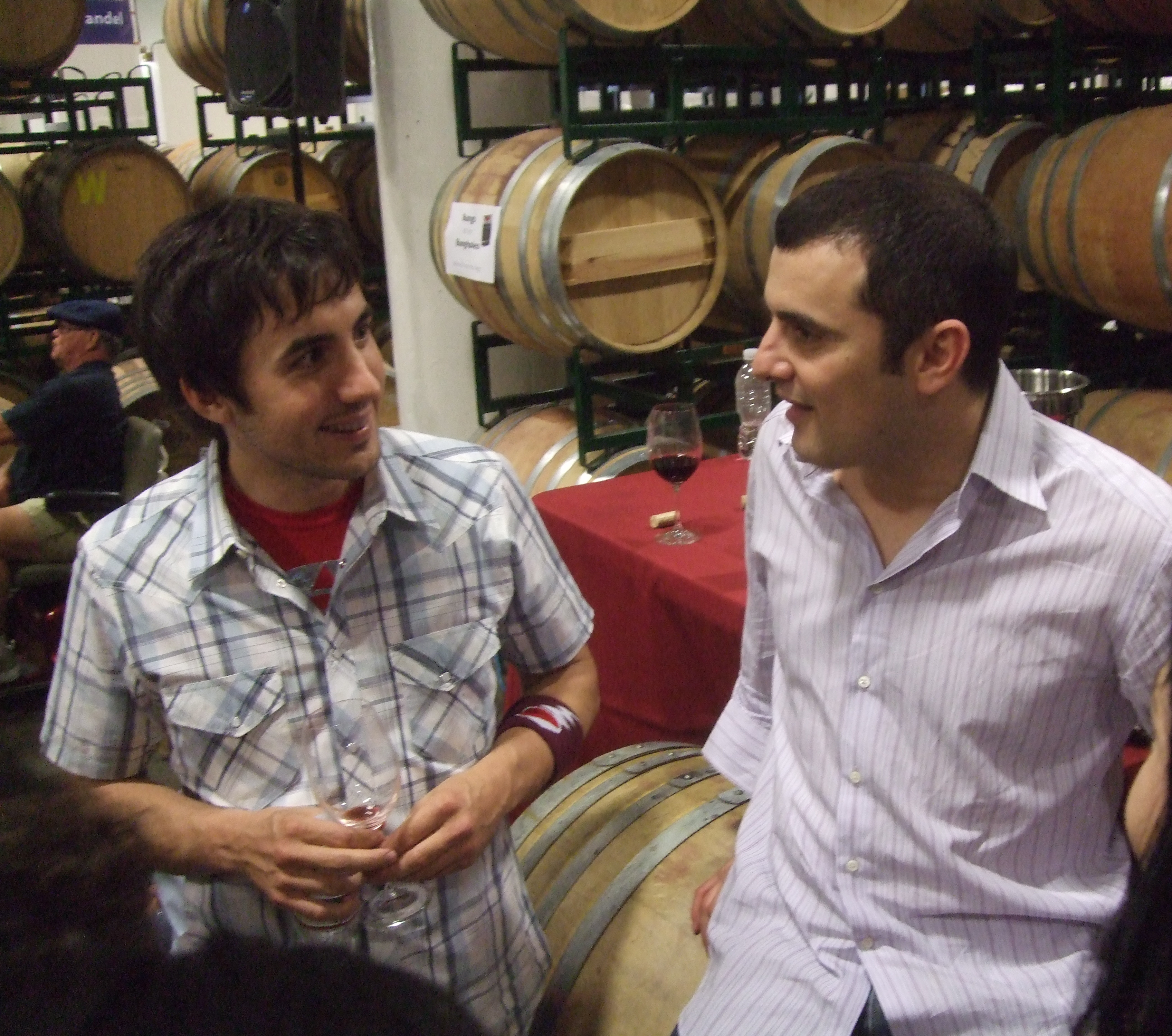
Kevin Rose et Gary Vaynerchuk chez Crushpad

Crushpad fut présenté comme l'exemple le plus parfait des nouveaux entrepreneurs décidés à bousculer les géants endormis. On loua sa façon de changer la place du consommateur dans la chaîne d'approvisionnement agro-alimentaire, donnant à tout un chacun la possibilité de réaliser son rêve en devenant un vigneron de classe mondiale. On faisait miroiter l'avantage de tirer parti de la puissance du web en communiquant à travers les blogues ou les forums, et même en intervenant dans des transactions financières. 
Selon Alan Graham : « C'est une idée brillante et qui, je pense, va conquérir le monde entier, et pas seulement avec le vin. ». Et d'expliquer que la méthode Crushpad pouvait révolutionner la production industrielle et agricole. « Au lieu de simplement créer des liens de plus en plus virtuel pour les personnes et les lieux, nous commençons à voir un changement du virtuel au concret. »

## La chute

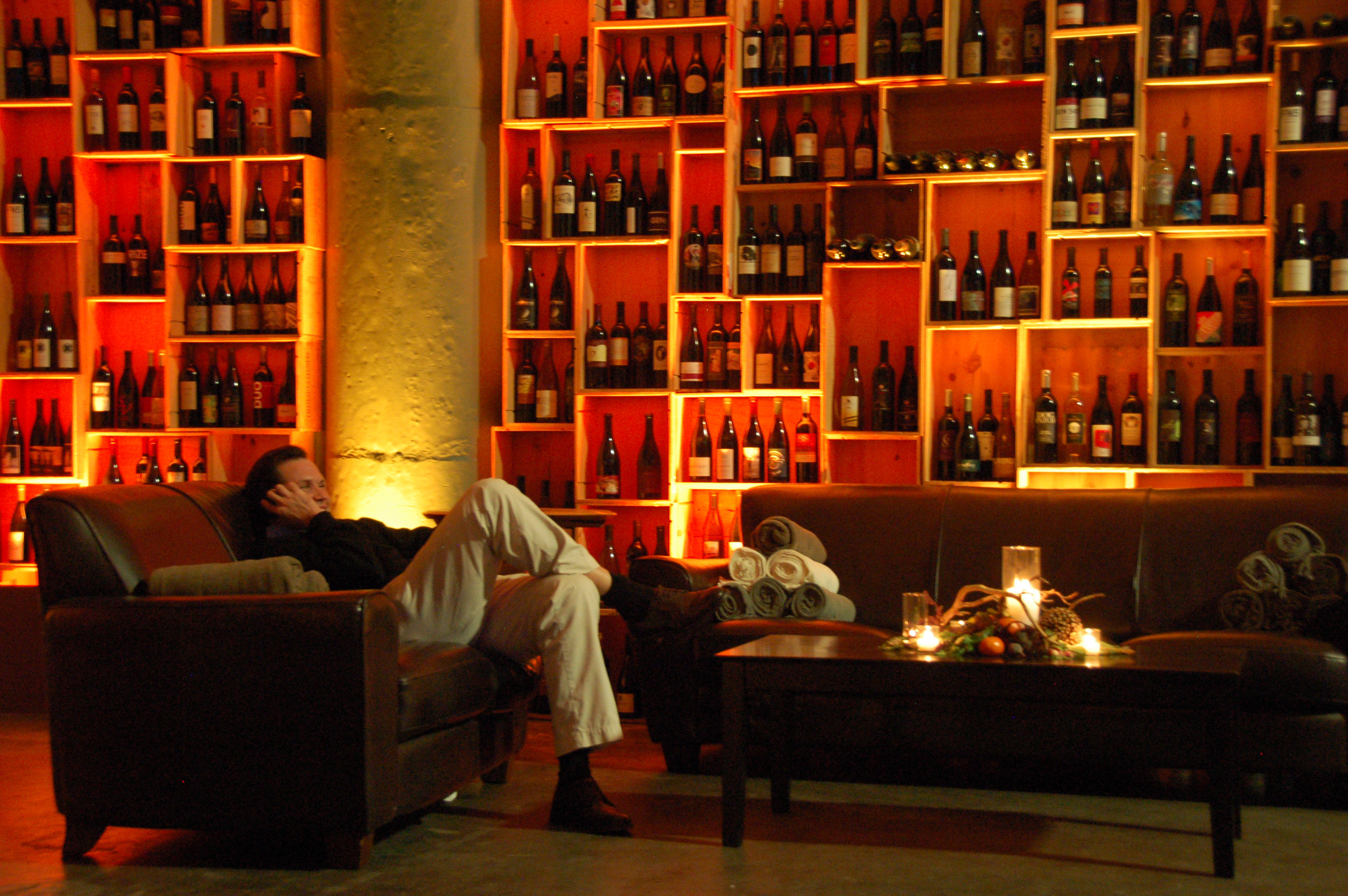
La vinothèque

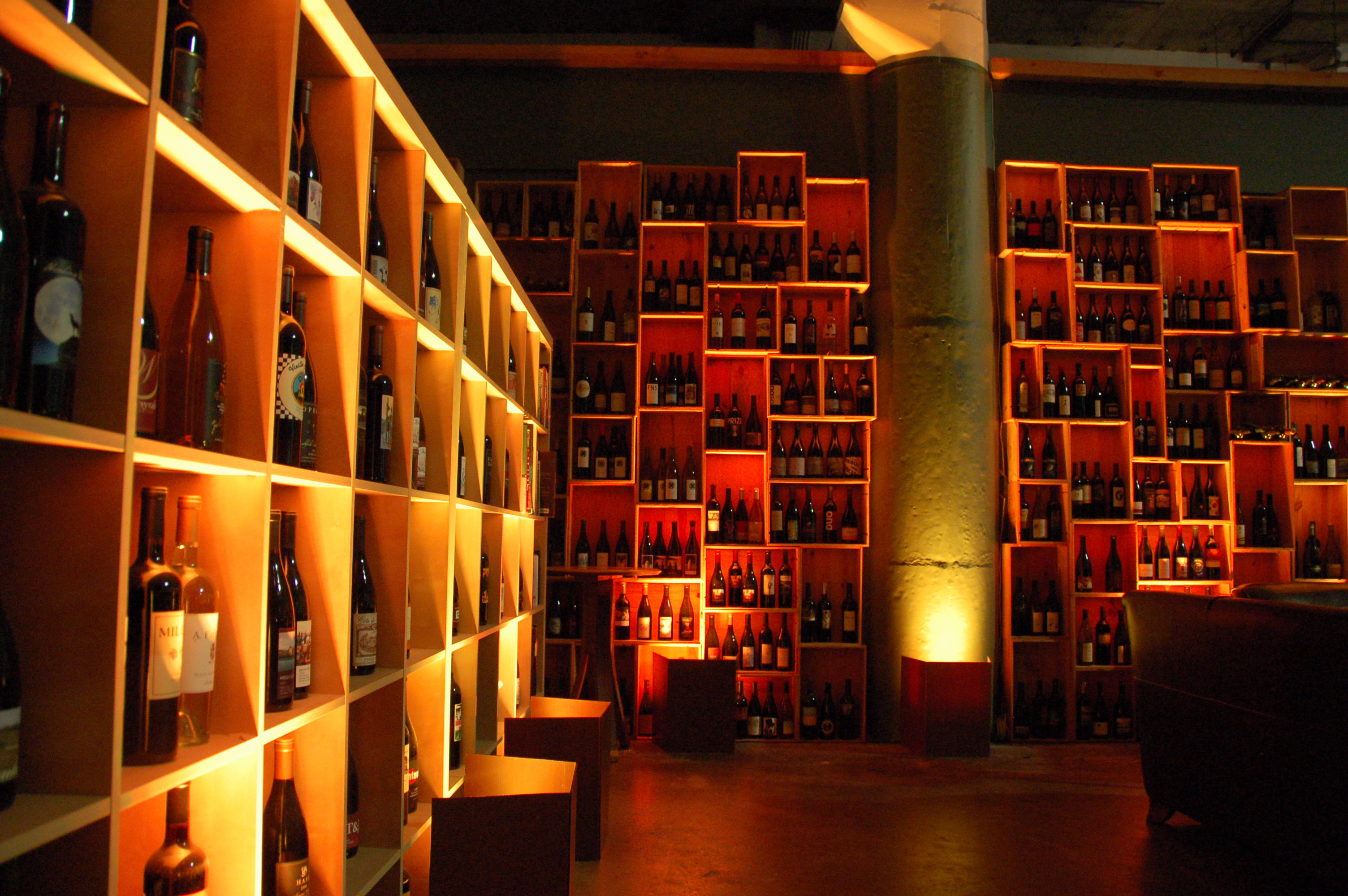
Les 500 vins de Crushpad

Tout semblait sourire à Crushpad quand, à partir de la mi-juin 2012, se répandit la nouvelle que cette société était en grand difficulté financière. Elle cherchait 500 000 dollars pour survivre après que son investisseur principal, Bill Foley, ait refusé de couvrir ses pertes. Il se retirait en blâmant la politique de Crushpad qui n'avait pas pris en compte la récession. « Même les riches n'ont plus le revenu nécessaire pour dépenser des milliers, voire des dizaines de milliers de dollars pour ce qui est, essentiellement, un projet de vanité. » avait-il expliqué. Bill Foley, un financier, propriétaire de plus d'une douzaine d'établissements vinicoles de la côte Ouest et en Nouvelle-Zélande, questionné par les journalistes déclara : « Je risque de perdre beaucoup d'argent si Crushpad fait faillite. L'année dernière, j'ai été le principal investisseur en injectant trois millions de dollars dans l'entreprise. ».
Au début du mois d'août de cette même année, le journal Wine Spectator fit savoir que pour payer ses créanciers les actifs de cette société allaient être vendus aux enchères incluant les vins stockés de plusieurs centaines de ses clients, vins déjà payés et entreposés en barriques dans la Sebastiani Winery, de Bill Foley, à Sonoma. L'éditorialiste indiquait que les comptes de la société étaient dans le rouge depuis 2008 et qu'elle avait été mise en garde que sans investissement supplémentaire elle courait à la faillite. Tim Fish, dans le numéro suivant du Wine Spectator, informa ses lecteurs que Crushpad avait été vendu aux enchères le 7 août à la Castlegate Capital Advisors et que les nouveaux propriétaires avaient fait savoir que les 500 clients qui désiraient récupérer leurs vins devraient aider à payer la facture pour la réorganisation de l'entreprise. La Castlegate, société spécialisée dans le redressement d'entreprises en difficulté, avait acheté pour 654 866 dollars les actifs et passifs de Crushpad et estimait que pour son redressement, il y avait encore plus de trois millions de dollars à investir.

## Crushpad Bordeaux devient Viniv

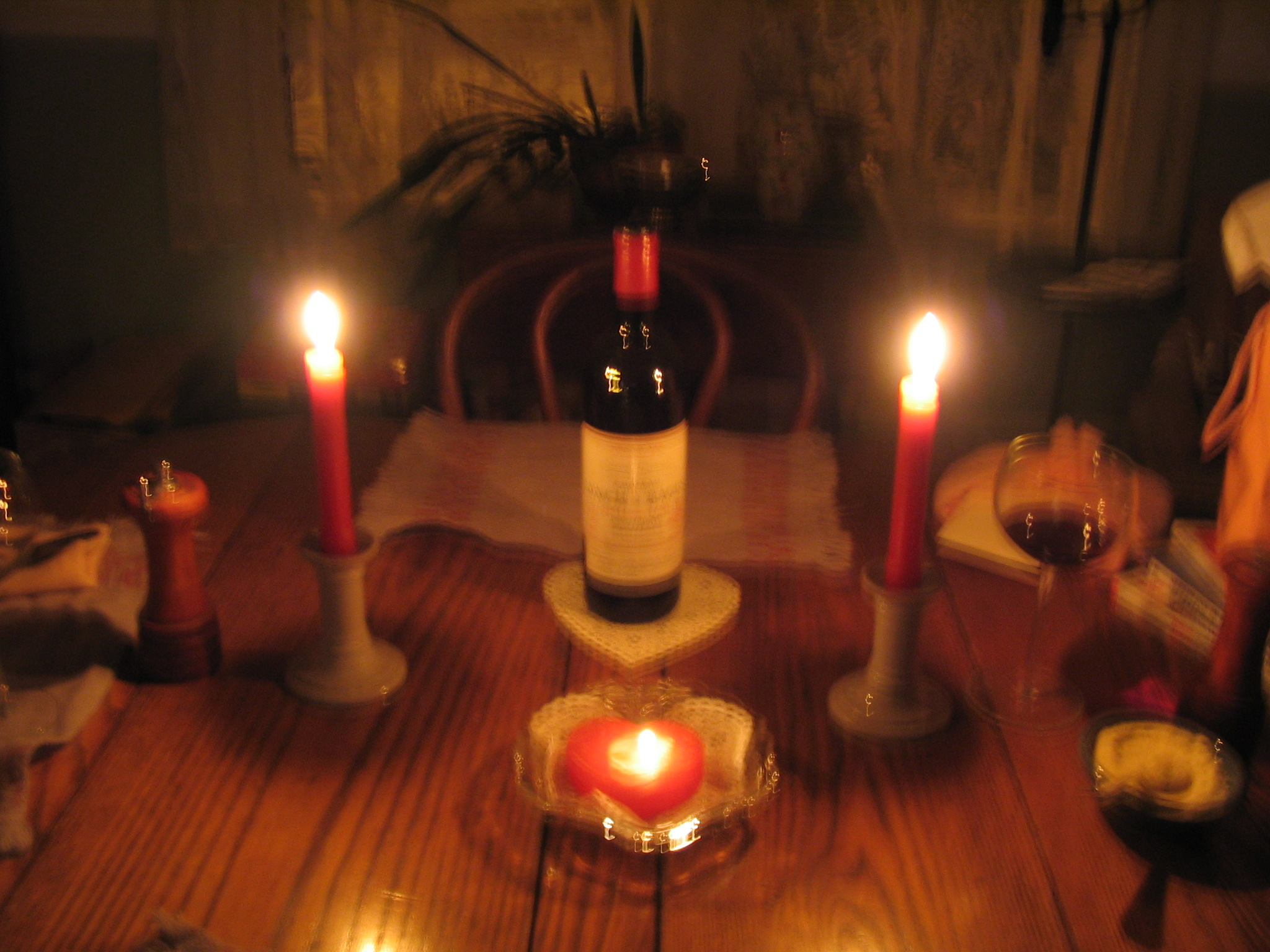
Lynch-Bages, le rêve aux chandelles

Après la faillite de la Crushpad Sonoma, l'inquiétude gagna l'Europe où la Crushpad Bordeaux avait eu la confiance de 350 clients. Stephen Bolger, son directeur général, envoya un email à sa clientèle les rassurant « À la mi-avril, l'ensemble des activités d'exploitation de Crushpad Bordeaux ont été pris en charge par une entité distincte détenue par la famille Cazes du Château Lynch-Bages. La nouvelle entité (provisoirement appelé CCW) est bien financée, garantit la bonne fin et la disponibilité de tous vos vins et, plus important encore, la croissance continue. ».
Depuis la société est devenue Viniv. Installée lors de sa création, en 2009, à Saint-Émilion, elle a déménagé à Bages en 2012, après être entrée dans la société de la famille Cazes, propriétaire du château Lynch-Bages à Pauillac. Ce qui lui a permis de couper le cordon ombilical avec la société américaine. Elle reste spécialisée dans la vinification personnalisée et de l'idée de mettre à disposition des passionnés souhaitant créer leur propre cuvée une équipe de professionnels